# Nectaire de Karyes
Nectaire de Karyes (mort 1500) est un saint orthodoxe originaire de Macédoine, miraculeusement sauvé d'une razzia turque. Il se retire comme moine au Mont Athos.
Il est fêté le 5 décembre,.